# 関東学生法学連盟
関東学生法学連盟（かんとうがくせい ほうがくれんめい）とは、法学の共同研究発表並びに各大学学生法学団体相互の親睦を図ることを目的として設立された団体であり、関東学生法律討論会を主催している。略称は、関法連（かんぽうれん）。全日本学生法学連盟の加盟団体でもある。

## 加盟校
令和7年現在、慶應義塾大学、駒澤大学、専修大学、中央大学、日本大学、明治大学、立教大学、早稲田大学の計8校が加盟している。

## 関東学生法律討論会
関東学生法律討論会とは、関東学生法学連盟が主催し、6月（春討）と10月（秋討）の年2回行われる、法律問題に関する討論会である。
出題は、憲法、民法、刑法、の分野から順次、開催校が依頼した出題者（主に開催校の教授）がこれを行う。
討論形式は、立論10分質疑応答10分で、各校の代表者である立論者が一人ずつ論壇に立ち、立論を行った後、各校の質問者からの論旨に対する質疑に答えるスタイルである。
この立論と質疑応答の両方について、法曹三者・学者から構成される審査員による審査を行い、立論者と優秀質問者を表彰する。
後援団体として、東京高等裁判所、東京高等検察庁、関東弁護士会連合会、有斐閣、日本評論社がついている。討論会の結果は、法学教室に掲載される。

## 成績
| 開催回数                                                                       | 立論の部（順位：所属大学）                        | 質問の部（順位：所属大学）                          |
| ------------------------------------------------------------------------------ | ------------------------------------------------- | --------------------------------------------------- |
| 令和六年度第一回関東学生法律討論会（2024年6月16日（日）、場所：中央大学）      | 第1位明治大学、第2位中央大学、第3位日本大学       | 第1位慶應義塾大学、第2位中央大学、第3位中央大学     |
| 令和六年度第一回関東学生法律討論会（2024年10月27日（日）、場所：慶應義塾大学） | 第1位慶應義塾大学、第2位早稲田大学、第3位中央大学 | 第1位日本大学、第2位慶應義塾大学、第3位慶應義塾大学 |

## 全日本学生法律討論会
毎年12月に全日本学生法学連盟の主催で開催される。略称は、全討（ぜんとう）。
関東における、前年度秋討と当該年度春討における合計得点上位4団体には、全日本学生法律討論会の立論権が与えられる。